# 佐治街和登士梅街天橋
佐治街和登士梅街天橋是兩座位於加拿大卑詩省温哥华的公路天橋。它們穿过羅渣士体育馆和卑诗体育馆之间，连接温哥华市中心与緬街和士達孔拿。

## 歷史
第一座佐治街天橋建於1913至1915年间，當時横跨不断扩大的加拿大太平洋铁路铁路站场和福溪的一小部分。狭窄的结构包括从未被使用过的有轨电车轨道。为了减轻重量，燈柱的距離是平時距離的一倍。1971年至1972年间，它被现在在結構上將東西向交通分離的兩條公路天橋所取代。
在1970年代初，新佐治街天橋旨在取代原有结构，继续跨越加拿大太平洋铁路铁路站场，同时成为温哥华广泛的高速公路系统的一部分，而修建高速公路時正需要拆除士達孔拿和華埠，引起社區反對，計劃也因而取消。然而，新天橋依舊如火如荼地被修建，導致一个名为賀根巷 (Hogan's Alley) 的加拿大黑人社区被移除。
新天橋第一期（佐治街天橋）於1971年6月28日通车，第二期（登士梅街天橋）於1972年1月9日通車，當時甚至有示威者试图阻止市长汤姆·坎贝尔的車子駛到橋的西端。 

## 交通流量

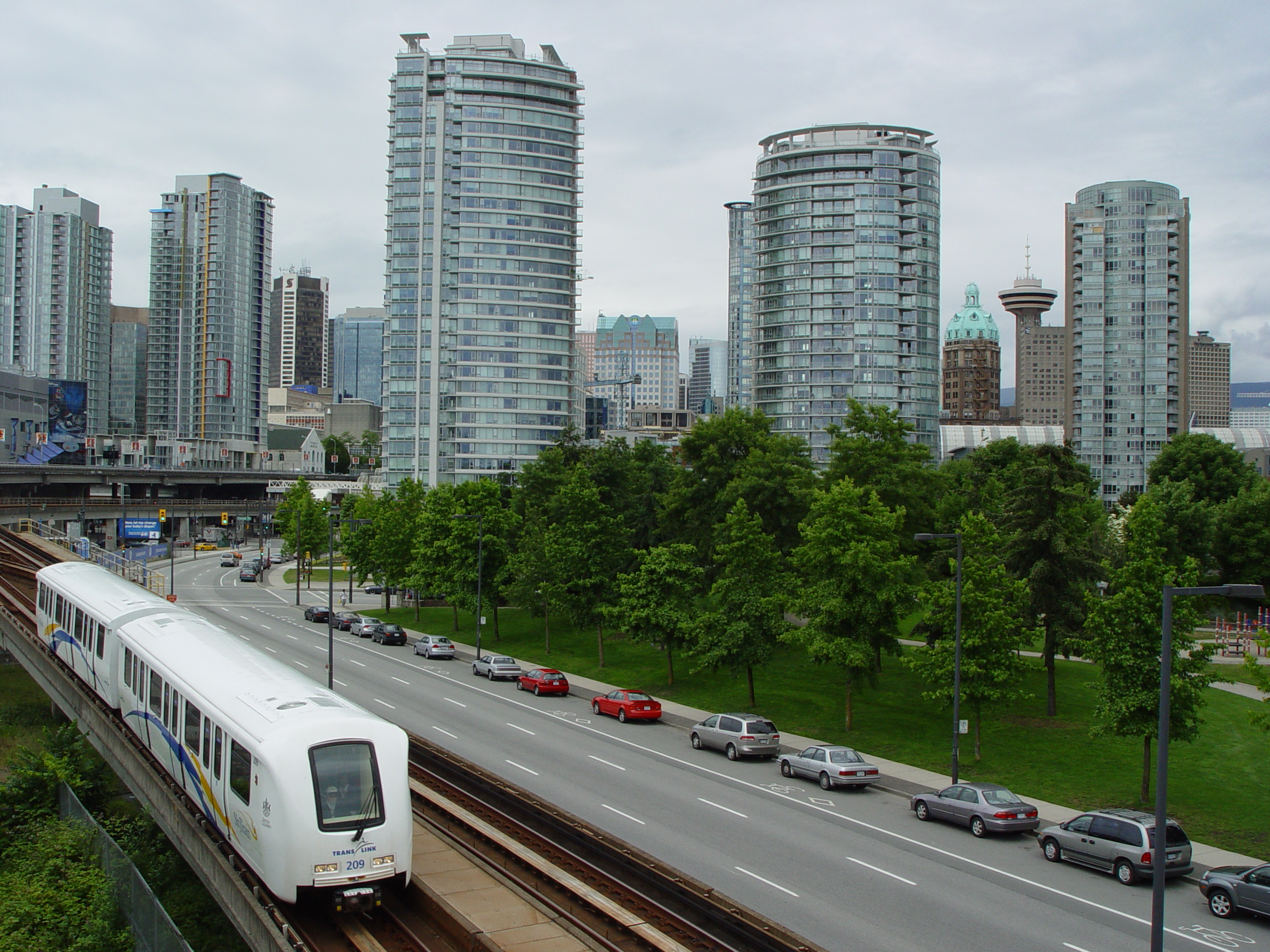
从兩條天橋的行人路向西望向溫哥華

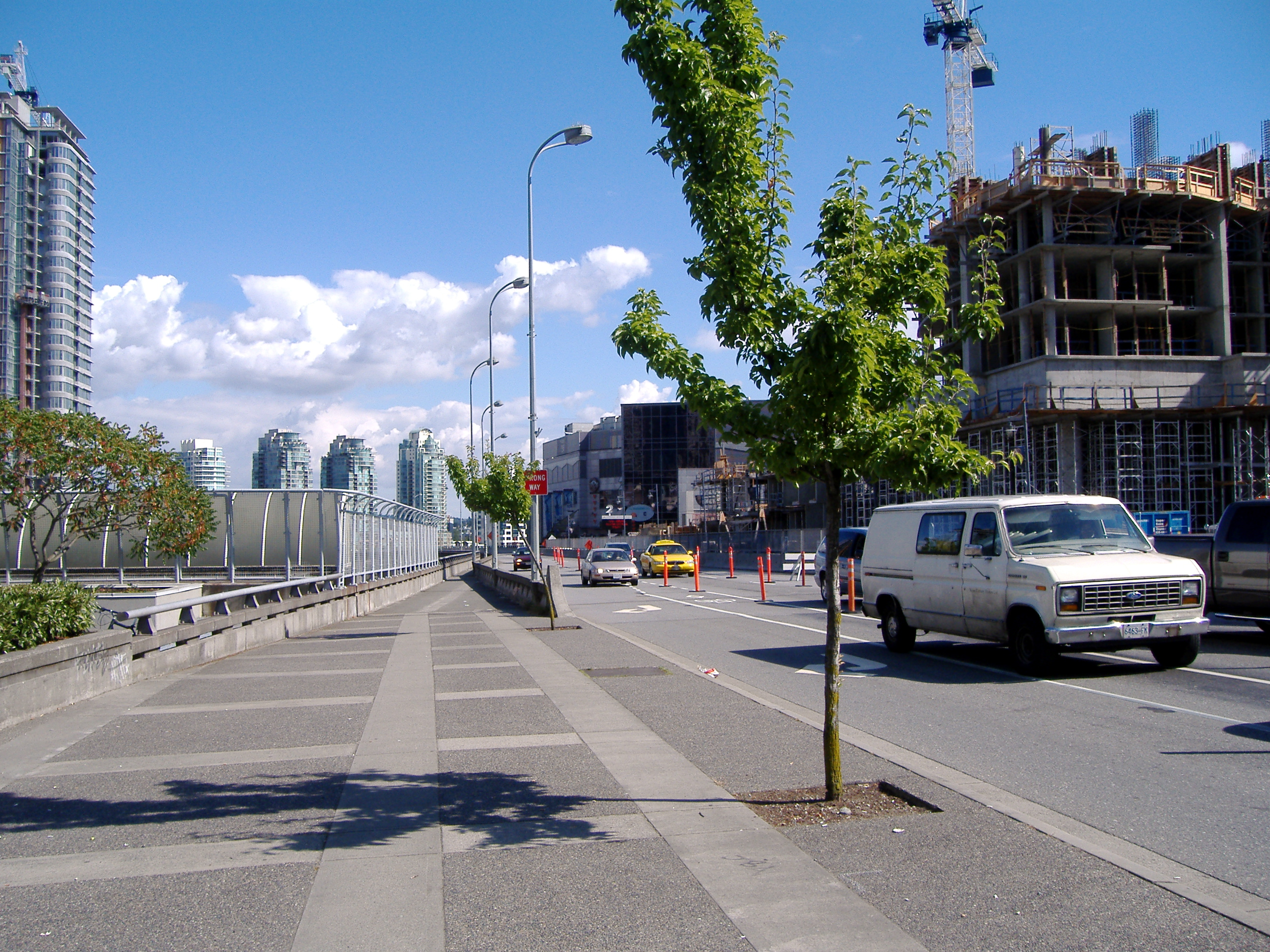
登士梅街天橋位於貝蒂街的西端出口

佐治街天橋作為東向天橋，將車流引導至派亞街 (Prior Street) 和緬街 (Main Street)。登士梅街作為西向天橋，則吸收來自派亞街和緬街的車流，並在掠過羅渣士體育館北面後將車輛引流至登士梅街。